# Horsens
Horsens város Dániában, Jylland keleti részén. Horsens község székhelye.
A Horsens-fjord végénél fekszik, jellegzetes morénás tájon, ahol az utolsó jégkorszak gleccserei által alakított alacsony dombok és völgyek váltják egymást. A város Århustól 50 km-re délre, Vejlétől 30 km-re északra, Koppenhágától pedig mintegy 200 km-re található.
Az első régészeti emlékek a 10. századból származnak. A 12. században III. Svend és I. Valdemár királyok pénzt verettek a városban. A településen született Vitus Jonassen Bering tengerész, sarkkutató, az Aleut-szigetek felfedezője.

## Fordítás
- Ez a szócikk részben vagy egészben a Horsens című angol Wikipédia-szócikk ezen változatának fordításán alapul.  Az eredeti cikk szerkesztőit annak laptörténete sorolja fel. Ez a jelzés csupán a megfogalmazás eredetét és a szerzői jogokat jelzi, nem szolgál a cikkben szereplő információk forrásmegjelöléseként.